# Tad Danielewski
Tadeusz Zbigniew Danielewski (* 29. März 1921 in Radom, Polen; † 6. Januar 1993 in Los Angeles, Kalifornien) war ein US-amerikanischer Regisseur polnischer Abstammung.

## Leben
Im Zweiten Weltkrieg unterstützte er den Polnischen Untergrund und wurde am Ende des Krieges interniert. Nach dem Krieg studierte er an der Royal Academy of Dramatic Art in London und gründete in New York den Professional Actors Workshop, wo Schauspieler wie Martin Sheen, James Earl Jones und Mercedes Ruehl ihre Ausbildung absolvierten. 1961 drehte Danielewski den Film The Big Wave, nach einer Erzählung von Pearl S. Buck über einen Vulkanausbruch und die folgende Flutwelle, die ein japanisches Fischerdorf auslöscht. 1962 folgte No Exit, eine Verfilmung des Theaterstücks Geschlossene Gesellschaft von Jean-Paul Sartre. 1965 übernahm Danielewski die Regie bei der englischsprachigen Fassung von Guide, einer indisch-amerikanischen Koproduktion.
Er ist der Vater der Sängerin Ann Danielewski (besser bekannt als Poe) und von Mark Z. Danielewski, Autor der Bücher House of Leaves und Only Revolutions.
Danielewski starb im Jahr 1993 an Krebs.

## Filmografie
- 1961: The Big Wave
- 1962: No Exit
- 1965: Guide
- 1972: España puerta abierta